# Symmetrocapulidae
Symmetrocapulidae Wenz, 1938 è una famiglia estinta di molluschi gasteropodi dell'ordine Cycloneritida.
È l'unica famiglia della superfamiglia Symmetrocapuloidea.

## Tassonomia
La famiglia comprende i seguenti generi:
- †Phryx Blaschke 1905
- †Symmetrocapulus Dacqué 1934